# Abbaye Saint-Barthélemy de Seltz
L'abbaye Saint-Barthélemy était un monument historique situé à Seltz, dans le département français du Bas-Rhin.

## Localisation
Ce bâtiment a disparu depuis le XVIIIe siècle. Il était situé am Klostersand à Seltz.

## Historique

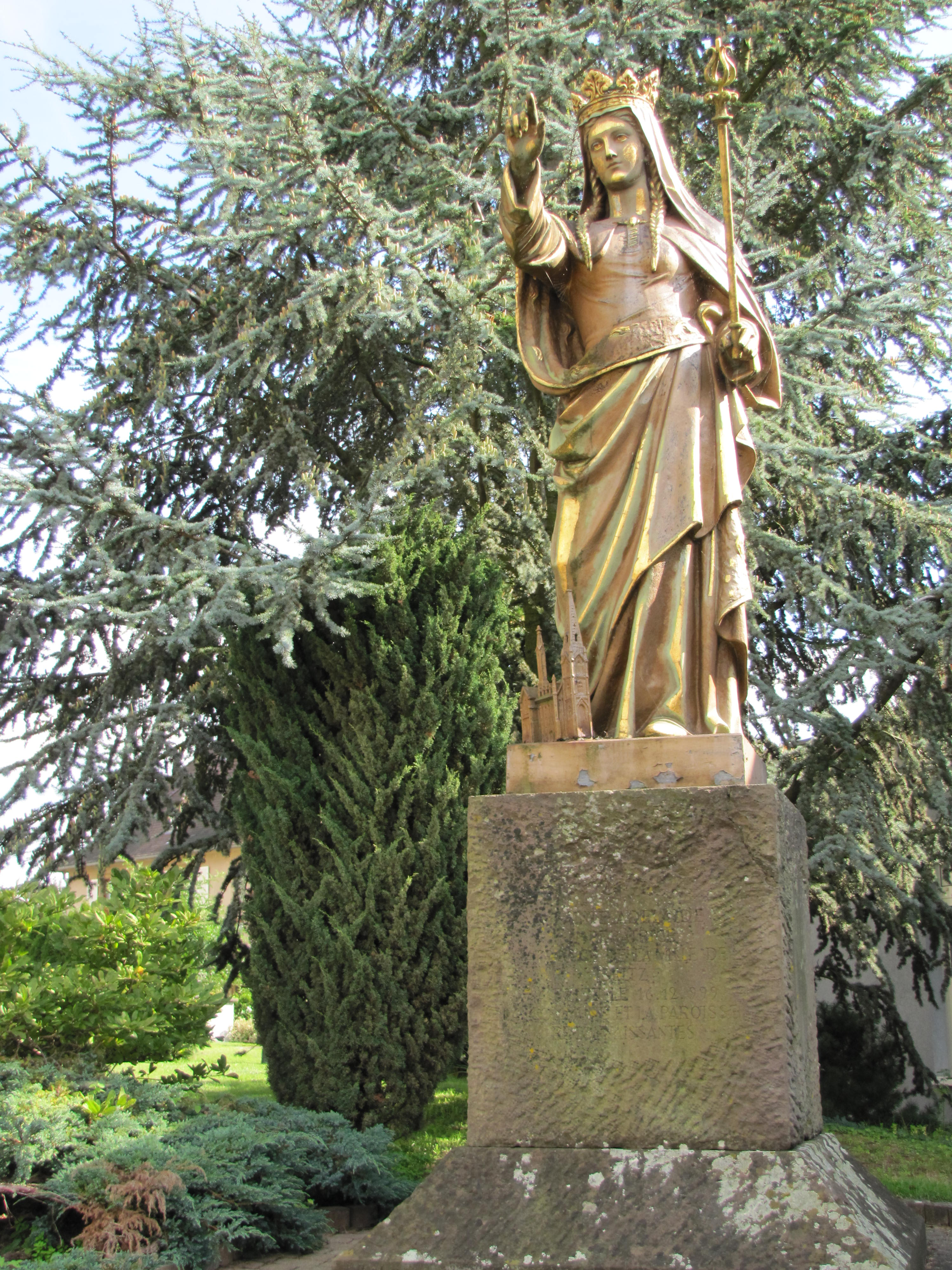
Statue d'Adélaïde à Seltz.

L'ancienne abbaye bénédictine en Alsace, dédiée initialement aux saints Pierre et Paul, a été fondée par l'impératrice Adélaïde en 991. L'impératrice reçut les domaines au bord du Rhin Supérieur en tant que douaire de la part de son époux, l'empereur Otton Ier, en 968. Elle mourut à l'abbaye le 16 décembre 999 et y fut enterrée. En janvier 992, l'empereur Otton III attribua le statut d'abbaye impériale à l'abbaye Saint-Barthélemy, lui conférant la jouissance des dîmes, des bois et d'autres biens, ainsi que la justice seigneuriale dans les villages environnants. Il était en étroite relation avec la famille des Ottoniens et avec ses successeurs de la dynastie franconienne.
L'abbaye rejoint ensuite la congrégation de l'ordre de Cluny. Vers l'an 1098, sous le règne du duc Frédéric Ier de Souabe, le bailliage passe au margrave Hermann II de Bade et à la maison de Zähringen. Entre 1307 et 1315, à la suite d'une grave inondation, l'ensemble conventuel a été reconstruit, avec le soutien du roi Henri VII, sur l'emplacement de la localité actuelle. Les reliques de sainte Adélaïde, qui auraient survécu à l'inondation, furent déplacées à l'église Saint-Stéphane à Seltz.
En 1481, l'abbaye fut transformée en collégiale de clercs séculiers par le pape Sixte IV. Ils forment le chapitre de l'église Saint-Stéphane, conservant certains des privilèges de l'ancienne fondation, mais pas toutes les possessions de l'ancienne abbaye. Le dernier abbé, Gautier de Gemmingen meurt en 1501. Les chanoines abandonnent l'abbaye et s'installent dans l'église Saint-Étienne de Seltz.
En 1575, le compte électeur Frédéric III du Palatinat fit convertir les bâtiments en une académie réformée : la Rittersakademie ; qui néanmoins fut dissoute deux ans plus tard. Il semblerait que dès le 17e siècle, elle ait servi de carrière.
Le site fut découvert lors de deux fouilles menées par le service régional d'archéologie d'Alsace. La première en 1981 et la seconde en 1988 à la suite de la fondation d'un lotissement appelé le Couvent, où les fondations des anciens bâtiments et une vingtaine de sépultures furent découverts. Les bâtiments ne sont plus visibles mais le site fait l'objet d'une inscription au titre des monuments historiques depuis 1995.